# Herniaria
Herniaria es un género de plantas con flores   pertenecientes a la familia Caryophyllaceae. Natural de Europa Asia y norte de África donde crece en terrenos arenosos. Comprende 116 especies descritas y de estas, solo 29 aceptadas.

## Descripción
Son plantas herbáceas o subarbustos con tallos rastreros. Las flores son verdes agrupadas en glomérulos.

## Taxonomía
El género fue descrito por Carlos Linneo y publicado en Species Plantarum 1: 218. 1753. La especie tipo es: Herniaria glabra L.
Etimología
Herniaria: nombre genérico que deriva del latín hernia. Según Cordus, del nombre vulgar entre los franceses (hemiaire) de la quebrantapiedras. Al parecer, recibió este nombre por la supuesta propiedad de curar las hernias.

## Especies aceptadas
A continuación se brinda un listado de las especies del género Herniaria aceptadas hasta octubre de 2013, ordenadas alfabéticamente. Para cada una se indica el nombre binomial seguido del autor, abreviado según las convenciones y usos.
- Herniaria algarvica Chaudhri
- Herniaria alpina Chaix
- Herniaria austroamericana Chaudhri & Rutish.
- Herniaria baetica Boiss. & Reut.
- Herniaria boissieri J.Gay
- Herniaria bornmuelleri Chaudhri
- Herniaria capensis Bartl.
- Herniaria caucasica Rupr.
- Herniaria ciliolata Melderis
- Herniaria cinerea DC.
- Herniaria degenii (F.Herm.) Chaudhri
- Herniaria dichotoma (DC.) DC.
- Herniaria fontanesii J.Gay
- Herniaria fruticosa L.
- Herniaria glabra L.
- Herniaria hemistemon J.Gay
- Herniaria hirsuta L. - yerba turca, quebrantapiedras[4]
- Herniaria incana Lam.
- Herniaria latifolia Lap.
- Herniaria lusitanica Chaudhri
- Herniaria maritima Link
- Herniaria nigrimontium F.Herm.
- Herniaria olympica J.Gay
- Herniaria parnassica Heldr. & Sart. ex Boiss.
- Herniaria permixta Jan ex Guss.
- Herniaria polygama J.Gay,
- Herniaria regnieri Braun-Blanq. & Maire
- Herniaria riphaea Font Quer
- Herniaria scabrida Boiss.